# Виктор II Фридрих (князь Ангальт-Бернбурга)
Виктор Фридрих Ангальт-Бернбургский (нем. Viktor Friedrich von Anhalt-Bernburg; 20 сентября 1700, Бернбург — 18 мая 1765, Бернбург) — князь Ангальт-Бернбурга из рода Асканиев.

## Биография
Виктор Фридрих — сын князя Карла Фридриха Ангальт-Бернбургского и его супруги Софии Альбертины Сольмс-Зонненвальдской (1672—1708), дочери графа Георга Фридриха Сольмс-Зонненвальдского. В 1717—1718 годах принц отправился в гран-тур по Франции, наследовал отцу в Ангальт-Бернбурге в 1721 году. Служил в прусской армии в звании ротмистра и капитана, награждён орденом Чёрного орла.
Виктор Фридрих проявлял особый интерес к горному делу и металлургии, часто бывал в шахтах Гарца. С 1724 года князь Ангальт-Бернбурга являлся единоличным собственником горной добычи в Гарце, его имя носил сереброплавильный завод. Князь приобрёл многочисленные поместья. В 1752 году в Ангальт-Бернбурге вспыхнуло восстание против княжеской охоты. В 1755 году Виктор Фридрих стал главой Ангальтского дома.
В Бернбурге Виктор Фридрих возвёл в 1745 году правительственное здание, а в 1752 году — церковь на горе. Он развивал инфраструктуру города и безуспешно пытался разводить в княжестве тутовый шелкопряд. Семилетняя война ввергла княжество в финансовый кризис.

## Семья и потомки
25 ноября 1724 года в Дессауском дворце Виктор Фридрих женился на Луизе Ангальт-Дессауской (1709—1732), дочери князя Леопольда Ангальт-Дессауского. Молодая княгиня умерла спустя месяц после рождения их первенца. 22 мая 1733 года Виктор Фридрих женился в Потсдаме во второй раз, выбрав себе в супруги Альбертину Бранденбург-Шведтскую (1712—1750), дочь маркграфа Альбрехта Фридриха Бранденбург-Шведтского. Спустя два месяца после смерти второй супруги князь Виктор Фридрих заключил 13 ноября 1750 года третий, уже морганатический брак с Констанцей Шмидт. В 1752 году Констанца родила ему дочь и получила дворянский титул фон Бер.
В первом браке с принцессой Луизой Ангальт-Дессауской родилась:
- София Луиза (1732—1786), замужем за графом Фридрихом Сольмс-Барутским (1725—1787).

Во втором браке с принцессой Альбертиной Бранденбург-Шведтской родились:
- Фридрих Альбрехт (1735—1796), князь Ангальт-Бернбурга, женат на Луизе Шлезвиг-Гольштейн-Зондербург-Плёнской (1748—1769)
- Шарлотта Вильгельмина (1737—1777), замужем за князем Кристианом Гюнтером III Шварцбург-Зондерсгаузенским (1736—1794)
- Мария Каролина (1739)
- Фридерика Августа София (1744—1827), замужем за князем Фридрихом Августом Ангальт-Цербстским (1734—1793)
- Кристина Елизавета Альбертина (1746—1823), замужем за князем Августом II Шварцбург-Зондерсгаузенским (1738—1806)

В третьем браке с Констанцей Шмидт фон Бер родилась:
- Фридерика Вильгельмина фон Бер (1752—1820), замужем за графом Отто Генрихом Сольмс-Зонненвальдским (1740—1814)